# ندبه
ندبه نمایشنامه‌ای از بهرام بیضایی است که در سال ۱۳۵۶ نوشته شده است.

## خلاصهٔ موضوع
زنان برای زینب سوگواری می‌کنند. کم‌کم می‌فهمیم که زینب را پدر و نامزدش از دِه به شهر آورده‌اند و به گلباجی فروخته و رفته‌اند . . .

## متن
. . . تحلیلی از اسطوره‌ی «مردم»؛ اسطوره‌ای که محتوای آن هم قرار است همیشه دست‌نخورده، تحلیل‌نشده، مقدس، و بی‌شکل باقی بماند و من برعکس خیال می‌کنم باید شکافته شود. . . .

بیضایی، در وصفِ ندبه، دههٔ ۱۳۶۰
نمایشنامه نوشتهٔ بهارِ ۱۳۵۶ است. پاره‌ای ازش در تابستانِ ۱۳۵۹ در شمارهٔ سوّمِ نامهٔ کانون نویسندگان ایران منتشر شد. صورتِ کاملش اوّل بار در تابستانِ ۱۳۶۲ در مجلّهٔ الفبا (۳) به نامِ مستعارِ «بهروز برومند» منتشر شد. سالِ ۱۳۷۱ به صورتِ کتاب به وسیلهٔ انتشاراتِ رامین در سوئد منتشر شد. سپس‌تر انتشاراتِ تصویر و زمانه در کالیفرنیا و پس از آن انتشاراتِ روشنگران و مطالعات زنان در تهران ناشر این کتاب شدند.
تصویرِ کلاغانی که پرچمِ ایران را بر فرازِ شمس‌العماره می‌درند یکسره خیالی نیست: کیخسرو شاهرخ خبر از چنین رویدادی داده است.

## نمایش
بیضایی این نمایشنامه را به نمایش درنیاورده است: مدیرِ تالارِ مولوی در سالِ ۱۳۵۶ این نمایش را از نوبتِ اجرا خارج کرد و تمرین‌های بیضایی تعطیل شد. شهره آغداشلو (در نقشِ زینب) و منیژه سلیمی و مهین دیهیم و علی ژکان و منوچهر فرید و امین تارخ و پرویز پرستویی از بازیگرانِ این تمرین بودند. علیرضا مجلّل نیز از دست‌اندرکاران این تمرین بود.

## در نظرِ دیگران
مژگان خالقی ندبه را «تعزیه‌ای برای مشروطیت» گفته است.